# Вестре
Вестре (нем. Westre) — община в Германии, в земле Шлезвиг-Гольштейн.
Входит в состав района Северная Фрисландия. Подчиняется управлению Зюдтондерн.
Население составляет 406 человек (на 31 декабря 2010 года). Занимает площадь 19,13 км².
Официальным языком в населённом пункте, помимо немецкого, является севернофризский.